# Groupe opérationnel Khortytsia
Pour les articles homonymes, voir Khortytsia (homonyme).
Le groupe opérationnel (OSU) Khortytsia, ou groupement opérationnel de troupes « Khortytsia », est une formation des forces terrestres ukrainiennes en Ukraine active lors de l'invasion russe de l'Ukraine. Cette unité encadre plusieurs brigades et est comparable à un corps d'armée. Le groupe opérationnel participe à la libération de Kherson dans le cadre de la contre-offensive du sud de l'Ukraine.

## Historique
Le groupe opérationnel Khortytsia est connu aussi comme le Groupe des forces unies ou le Groupe de forces de l'Est sur la zone de Kharkiv à Vouhledar, en passant par Izioum, Lyman, Lyssytchansk, Bakhmout. Depuis l'été 2023, il borde les groupements opérationnels « Pivnitch » au nord, et « Tauride » au sud.
Son porte-parole actuel est Viktor Trehoubov.

## Composition
Selon des sources ouvertes :
- 3e brigade d'assaut
- 28e brigade mécanisée
- 54e brigade mécanisée[3]
- 81e brigade aéromobile[4].